# Batalla de Passendale
La batalla de Passendale o Tercera batalla d'Ieper, va ser una batalla de la Primera Guerra Mundial, que va enfrontar als britànics i els seus Aliats contra l'Imperi alemany. Va tenir lloc del 31 de juliol fins al 10 de novembre del 1917 a l'aleshores municipi Passendale, avui fusionat amb Zonnebeke.

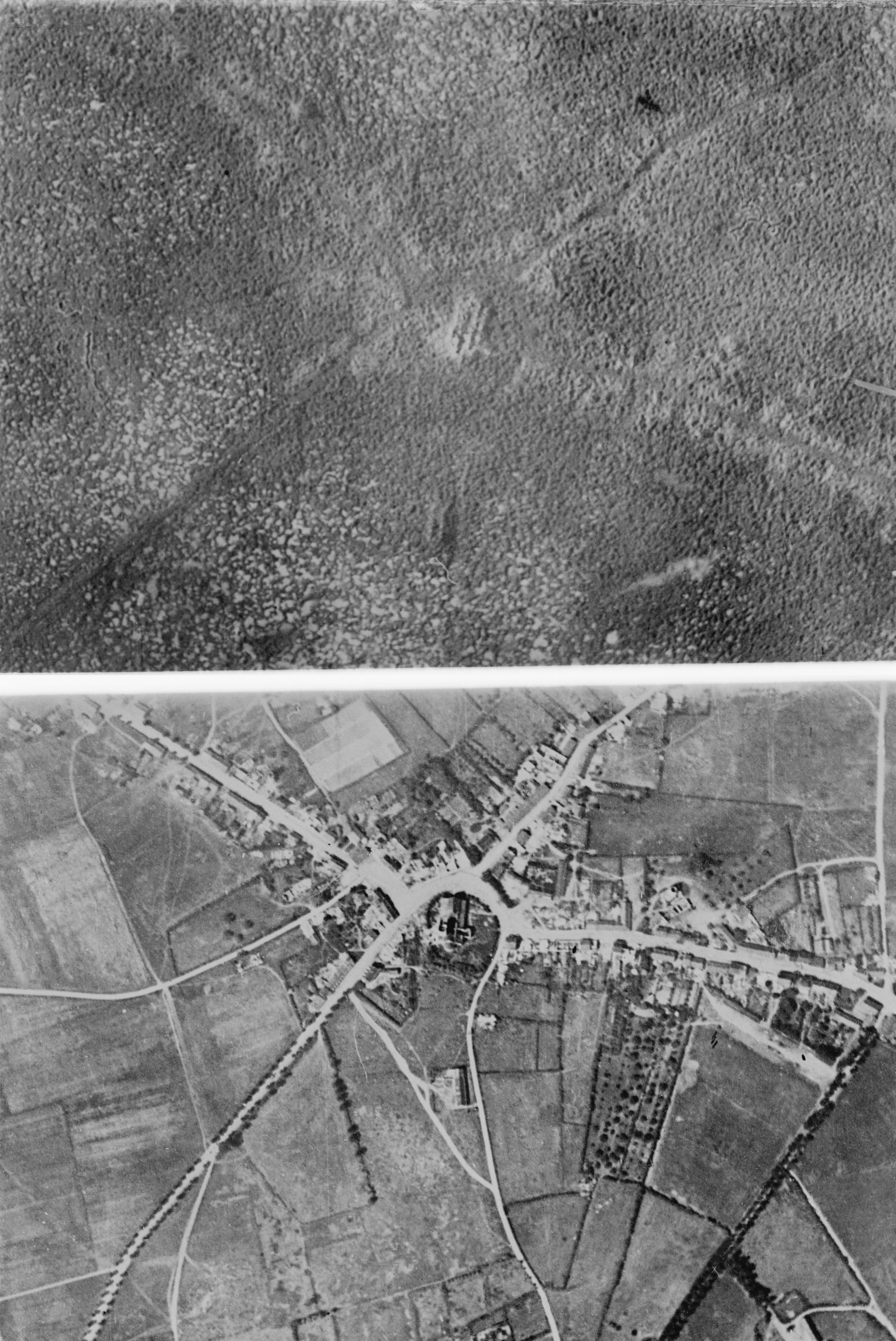
Vista aèria del poble de Passendale abans i després de la Tercera Batalla d'Ieper